# William Morris Hunt

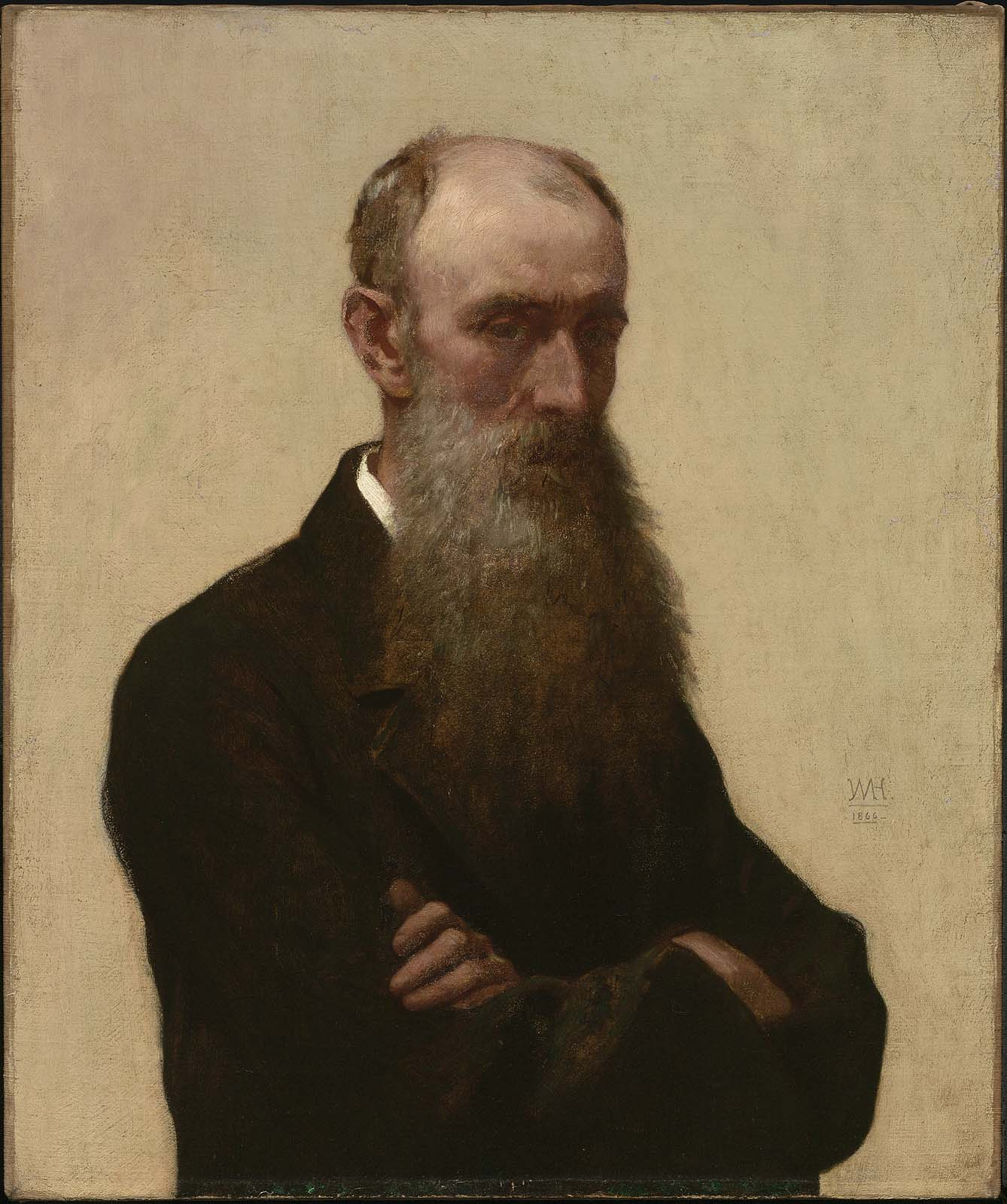
Selbstporträt, Öl auf Leinwand, 1866

William Morris Hunt (* 31. März 1824 in Brattleboro, Vermont; † 8. September 1879 auf Appledore Island, Isles of Shoals, Maine) war ein US-amerikanischer Landschafts- und Porträtmaler. Er gehört der Vermonter Familie Hunt an.

## Leben

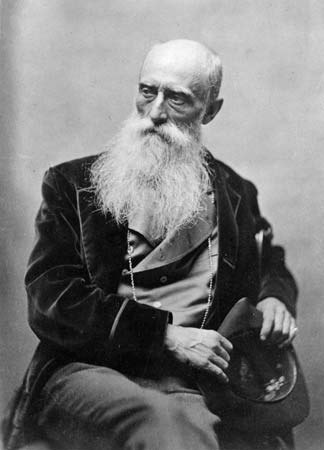
William Morris Hunt, um 1875

William Morris Hunt war das zweite von fünf Kindern des wohlhabenden Kongressmitgliedes Jonathan Hunt und seiner Ehefrau Maria Jane Leavitt. Seine Mutter stammte aus einer einflussreichen Familie in Connecticut. Nach dem frühen Tod seines Vaters wuchs er mit seinen Geschwistern, darunter sein jüngerer Bruder Richard, in der Schweiz und Frankreich auf. 1844/1845 studierte er an der Kunstakademie Düsseldorf, wo er die Klasse von Karl Ferdinand Sohn besuchte, und später in Villiers-le-Bel bei Paris unter dem bekannten französischen Maler Thomas Couture. Seine Landschaftsmalerei wurde in Barbizon stark von dem Maler Jean-François Millet und der Schule von Barbizon beeinflusst. Karl Bodmer kaufte 1856 sein Wohnhaus in Barbizon in 40, rue Grande für 4000 Franc; das Haus ist noch immer als Anbau an ein Hotel erhalten. 1855 kehrte Hunt nach Amerika zurück und eröffnete eine Kunstschule in Boston. Dort führte er die Freilichtmalerei ein und war maßgeblich daran beteiligt, das Kunststudium in Paris in Mode zu bringen, eine Tradition, die bis heute gepflegt wird. Zu seinen Schülern gehörte der Maler Walter Gay. Hunt wurde 1871 zum assoziierten Mitglied (ANA) der National Academy of Design gewählt.
William Morris Hunt ertrank am 8. September 1879 auf Appledore Island, einer der Isles of Shoals vor New Hampshire und Maine, und wurde auf der Insel bestattet.
Im Jahre 1872 wütete ein großes Feuer in Boston, dabei gingen viele Gemälde und Skizzen von William Morris Hunt verloren. Ebenso ein Raub der Flammen wurden fünf Gemälde von seinem Lehrer und Freund Jean-François Millet, die er aus Frankreich mitgebracht hatte.

## Familie
Hunt heiratete Louisa Dumaresq Perkins, mit welcher er fünf Kinder hatte. Tochter Eleanor „Ellen“ (1858–1941) heiratete den deutschen Kavallerie-Offizier der Preußischen Armee Kurt Siegesmund Diederich. Einer ihrer Kinder war der Künstler Wilhelm Hunt Diederich (1884–1953).

## Werke (Auswahl)

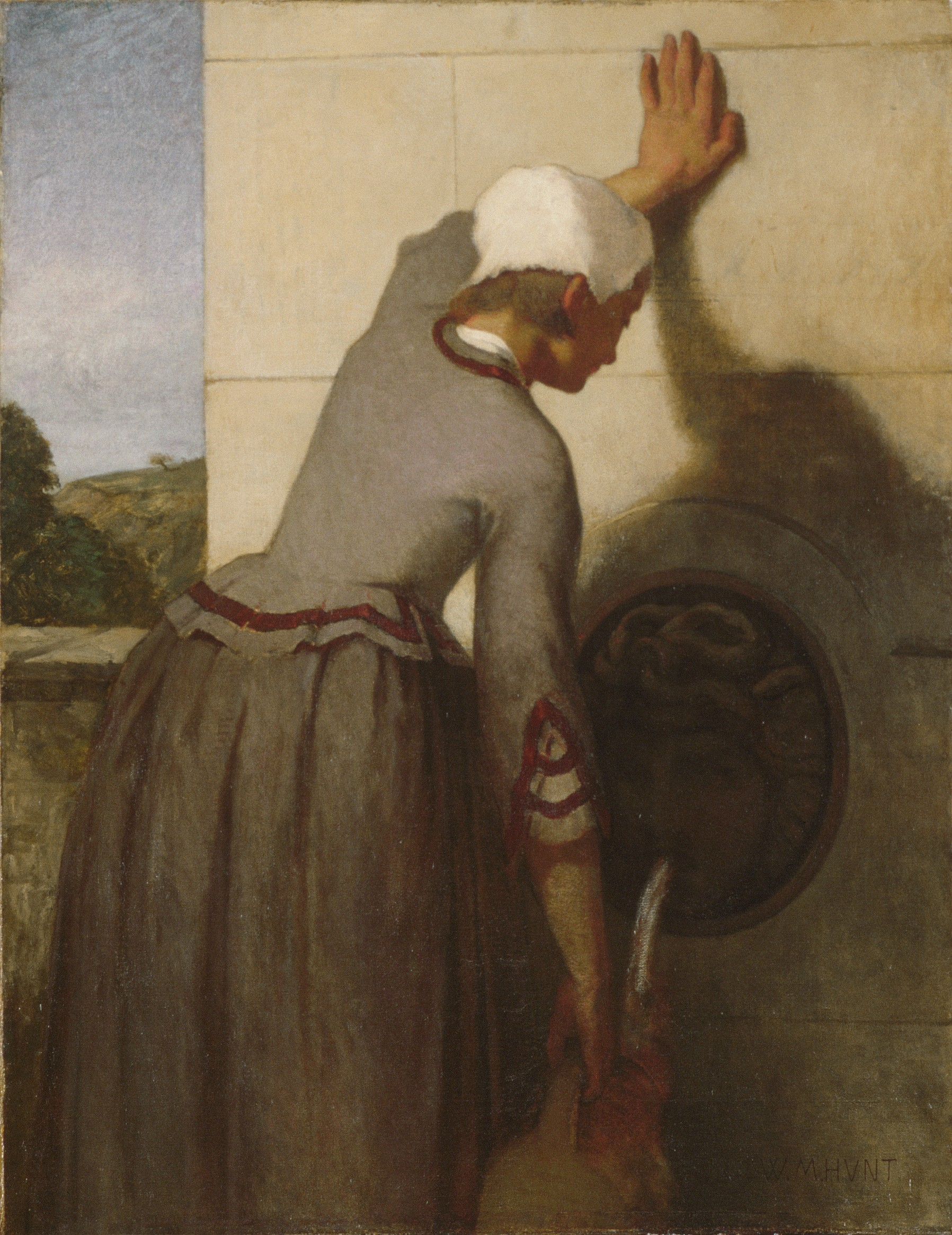
Girl at the Fountain, Öl auf Leinwand, um 1852–1854
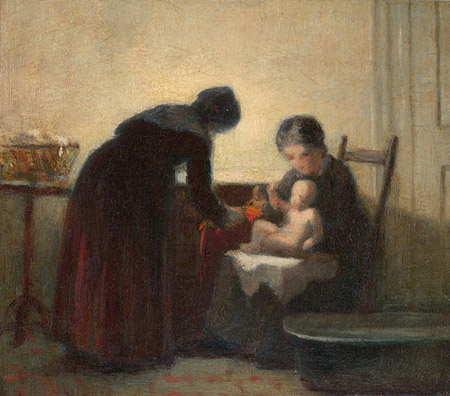
Family Group, Öl auf Leinwand, um 1861
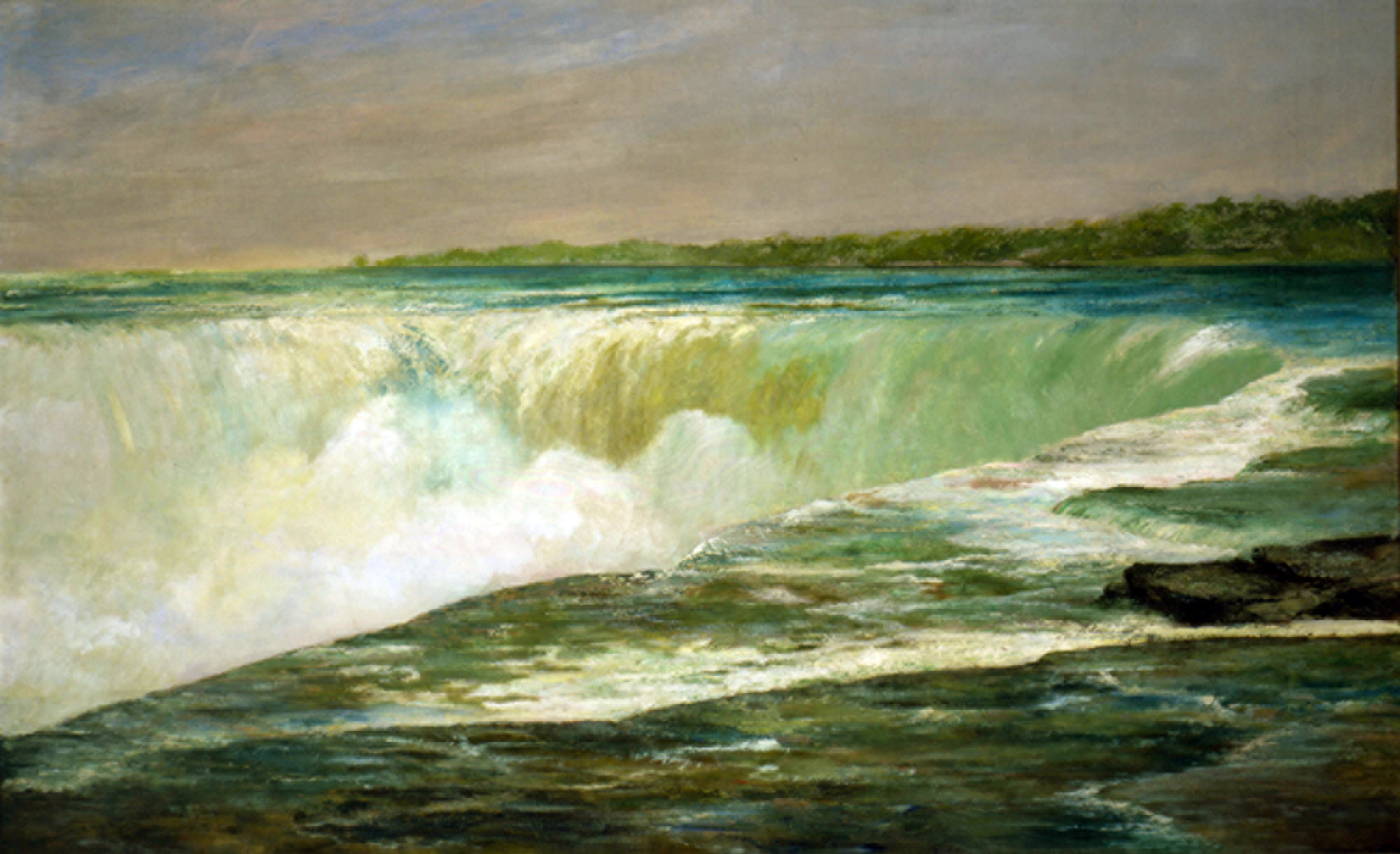
Niagara Falls, Öl auf Leinwand, 1878
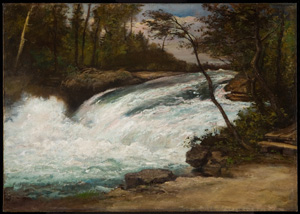
The Rapids, Sister Island, Niagara, Öl auf Leinwand, 1878

## Autobiografie
- William Morris Hunt: On Painting and Drawing. Dover Publications, (1976)